# Brandon Duhaime
Brandon Duhaime (Coral Springs, Florida, 22 de mayo de 1997), apodado Dewey 1, es un jugador profesional estadounidense de hockey sobre hielo que se desempeña en la posición de extremo derecho en Minnesota Wild, equipo de la National Hockey League (NHL).

## Carrera
Fue seleccionado en la cuarta ronda en la NHL Entry Draft de 2016. En 2021 hizo su debut profesional con el equipo Minnesota Wild, donde lleva jugando tres temporadas.